# Hans-Gotthard Pestke
Hans-Gotthard Pestke, auch Hans Pestke, (* 17. Juni 1914 in Preußisch Stargard; † 17. April 2001 in Celle) war ein deutscher Offizier der Wehrmacht und Bundeswehr, zuletzt im Rang eines Obersts.

## Militärische Laufbahn
Nach seinem Schulabschluss am Gymnasium Marienwerder trat Hans-Gotthard Pestke am 1. November 1935 in das Infanterie-Regiment 45 (Marienburg) ein. Als Gefreiter und Reserve-Offiziersanwärter wurde er 1936 zum II. Bataillon des Infanterie-Regiments 24 (Braunsberg) versetzt. Hier erfolgte am 18. Januar 1938 seine Beförderung zum Leutnant. Bis Anfang 1939 war er im IR 24 in der 13. Kompanie eingesetzt.
Zu Beginn des Zweiten Weltkriegs war Pestke Zugführer in der 13. Kompanie des Infanterie-Regiments 176, mit welchem er am Westfeldzug an der Schlacht um Belgien und Frankreich teilnahm.
Ab Juni 1941 kämpfte er dann als Kompaniechef der 3. Kompanie / InfRgt. 176 im Rang eines Oberleutnants in Russland, u. a. bei der Leningrader Blockade. Anfang 1942 wurde Pestke Regimentsadjutant und im Herbst 1942 Kommandeur des I. Bataillons (InfRgt. 176). Auf Grund der besonderen Leistungen seines Bataillons bei den Ladoga-Schlachten wurde er am 1. Oktober 1943 zum Major befördert.
Wenig später erfolgte Pestkes Versetzung zum Stab der 16. Panzer-Division und anschließend zum 14. Generalstabs-Lehrgang an die Kriegsakademie nach Hirschberg. Nach der abgeschlossenen Ausbildung kam er in den Stab der 12. Luftwaffen-Felddivision. Während der Schlacht um Danzig wurde er (zum fünften Mal im Krieg) verwundet und gelangte bei Kriegsende in britische Gefangenschaft, aus der er am 31. Mai 1947 entlassen wurde.
Vom 26. April 1956 bis zum 30. September 1972 diente Hans-Gotthard Pestke in der Bundeswehr als Leiter der Studiengruppe des Heeres, von Dezember 1962 bis April 1965 wurde er Kommandeur der Luftlandebrigade 25 und diente als Oberst im Generalstab.
In den 1960er und 1970er Jahren war er in Hamburg wohnhaft.

## Auszeichnungen (Auswahl)
- Eisernes Kreuz I. Klasse
- Ritterkreuz (15. November 1941; für seine Leistungen bei der Eroberung der Insel Dagö)
- Ritterkreuz mit Eichenlaub (14. Oktober 1943)[6]
- Verdienstkreuz 1. Klasse des Verdienstordens der Bundesrepublik Deutschland (1973)

## Werke (Auswahl)
- Infanterie nimmt Dagö. Abenteuer einer deutschen Schützenkompanie. Weichsel-Verlag, 1942.
- Übungen: Anlegen, Vorbereiten, Leiten, Besprechen, Auswerten. In: Wehr und Wissen, 1963.
- Wikingerfahrt nach Dagö. Sonderdruck ohne Nummerierung, Kriegsbücherei der deutschen Jugend.